# Высокоборский сельсовет
Высокобо́рский сельсовет — упразднённая административная единица на территории Краснопольского района Могилёвской области Белоруссии. Был упразднён в 2008 году, его населённые пункты вошли в состав Яновского сельсовета.

## Состав
Высокоборский сельсовет включал 12 населённых пунктов:
- Брылёвка — деревня.
- Буглаи — деревня.
- Заборье — деревня.
- Заречье — посёлок.
- Какойск — деревня.
- Лещенка — деревня.
- Палуж 1 — деревня.
- Палуж 2 — деревня.

Упраздненные населенный пункты: посёлок Какойский, деревни Горезна, Лещенская Гута, Мануйлы, Поджелезница, хутор Сосновский.